# アモツ・ザハヴィ

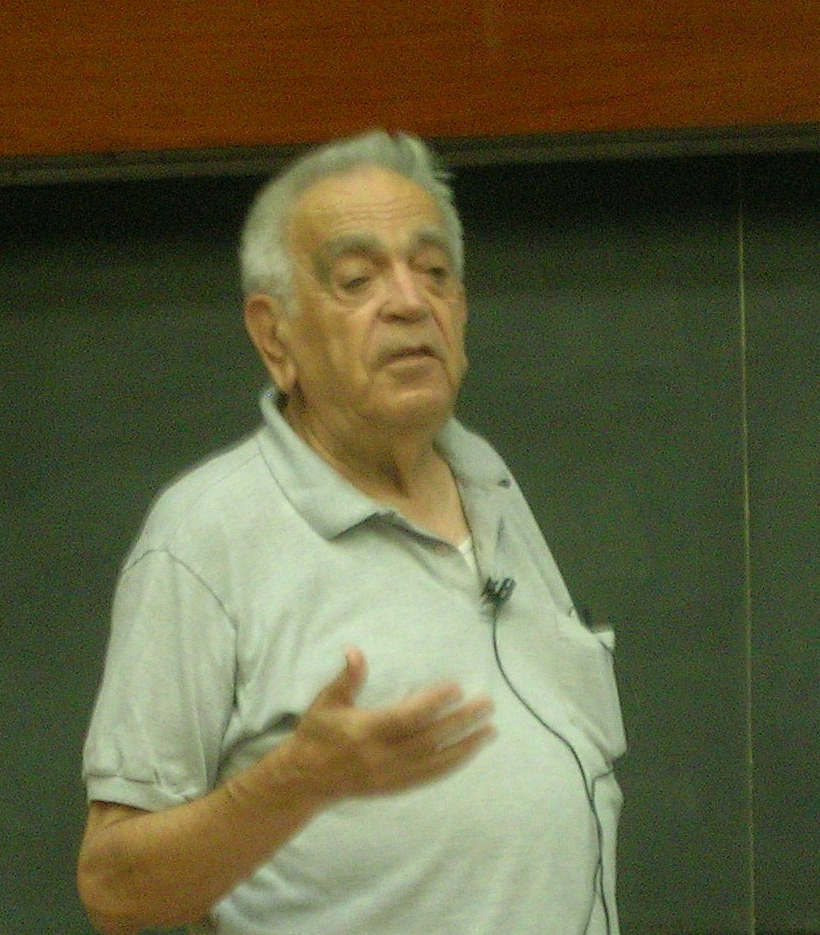
アモツ・ザハヴィ

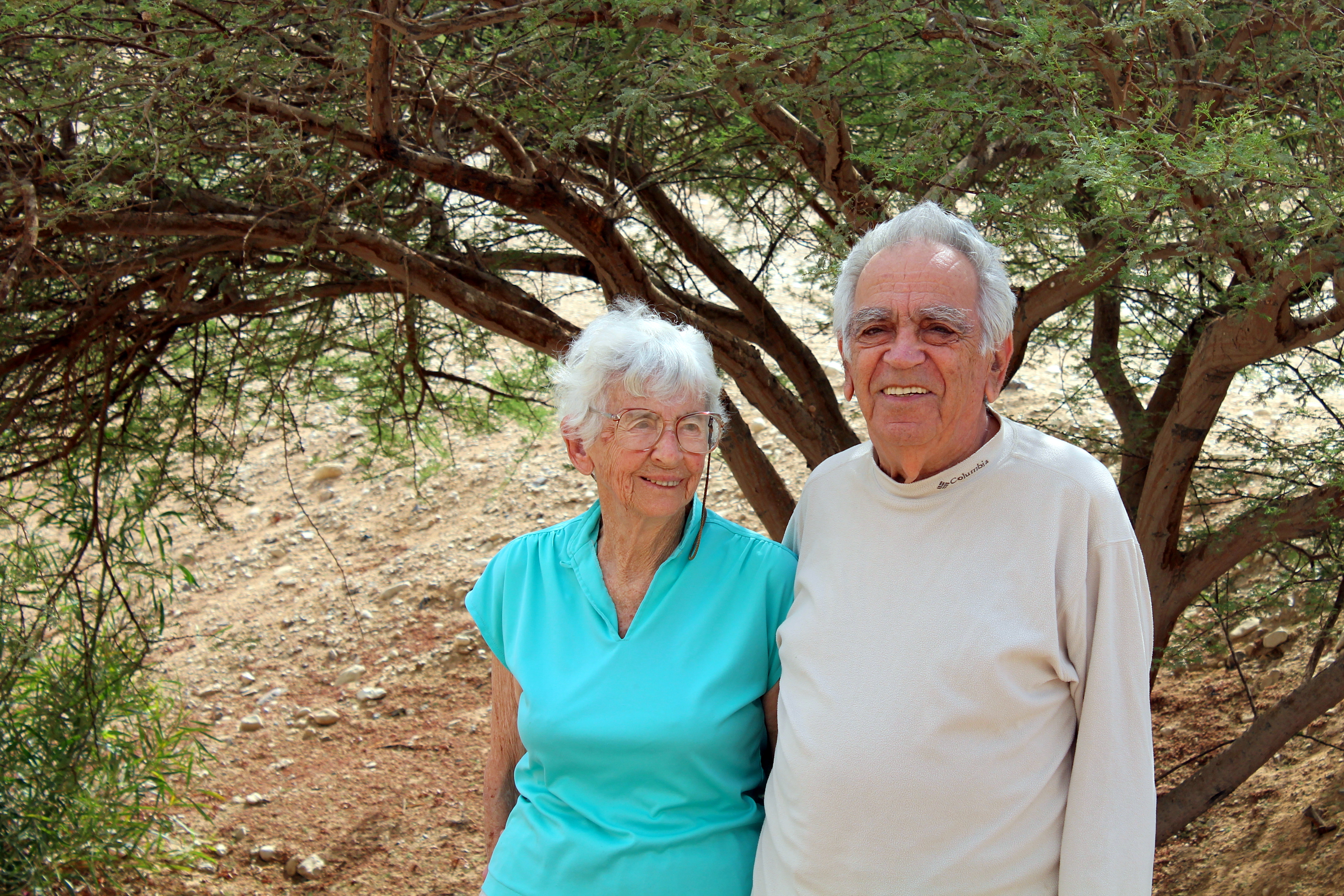
ザハヴィ夫妻

アモツ・ザハヴィ（英: Amotz Zahavi、1928年1月1日 - 2017年5月12日）は、イスラエルの進化生物学者。テルアビブ大学動物学部の名誉教授。イスラエル環境保護協会の創立者のひとり。専門はアラビアヤブチメドリの生態。
1970年にテルアビブ大学で博士号を取得した。彼の業績で最もよく知られるのは、動物が自分自身を危険にさらし、適応度を低下させるような振る舞い、特徴、機構の進化についての説明で、ハンディキャップ理論と呼ばれる（1975）。これは性選択に適用されていたがさらに発展して、動物の発する信号に関する理論の中心的な概念となっている。1980年、イスラエル賞受賞。
アモツは生物学者アヴィシャグ・カドマンと結婚した。
2017年5月12日、テルアビブにて89歳で死去。

## アヴィシャグ・ザハヴィ
アモツ・ザハヴィの妻、アヴィシャグ・カドマン＝ザハヴィ（Avishag Kadman-Zahavi、1922年 - ）は、イスラエルのヴォルカニ農業試験センターで植物生理学の名誉教授を務める。彼女は夫との共同研究であるハンディキャップ理論、自然選択説への社会生物学的アプローチによってよく知られている。
エルサレムのヘブライ大学でフィールドワーク研究中にアモツ・ザハヴィと出会い、1954年に結婚した。それ以来、自分自身の研究の他に、アラビアヤブチメドリの観察と、アモツの理論の洗練にいわゆる「悪魔の代理人（反対を唱える人）」として関わっている。彼女自身の研究は植物の生長に与える光の影響（光周性、フィトクロム、光による形態の形成）である。退職後はYair center for agricultural researchで研究を続けている。
ザハヴィ夫妻の間には二人の娘と二人の孫をもうけた。

## 著書
『生物進化とハンディキャップ原理』 アモツ、アヴィシャグ・ザハヴィ共著 2001年 白揚社
（原著 The handicap principle: a missing piece of Darwin's puzzle.　1997年） 